# Francisco Sobrino Ochoa
Francisco Sobrino Ochoa (Guadalajara, España, 19 de febrero de 1932 - Bernay, Francia, 11 de mayo de 2014) fue un pintor y escultor español.

## Biografía
Artista guadalajareño, estudió dibujo y escultura en la Escuela de Artes y Oficios de Madrid entre 1946 y 1949. Continuaría su formación en Argentina en 1957, donde se diplomó en la Escuela Nacional de Bellas Artes de Buenos Aires. Desde muy pronto  Sobrino abandona la figuración realista y comienza a pintar empleando las formas abstractas y geométricas. Su estilo se centra en el estudio de la luz, el espacio y el movimiento, combinando formas geométricas planas para conseguir un a modo de "movimiento virtual". 
A finales de 1959 se marcha a París en donde se reúne con antiguos compañeros de estudios como García Rossi, Moyano y Julio Le Parc. Entra en contacto con los movimientos artísticos del momento en Francia, fijándose especialmente en la obra cinética de Victor Vasarely, que será uno de sus referentes. Junto a sus compañeros funda el GRAV (Groupe de recherche d'Art Visuel  o Grupo de Investigación del Arte Visual), que duraría seis años. El GRAV realizó varios proyectos basados en la inestabilidad visual, la luz y el movimiento, realizando además varios manifiestos constructivos como el de la Bienal de París. Sus obras se exponen principalmente en París y Nueva York.
Paralelamente a la actividad de este grupo, Sobrino realiza su actividad individualmente; entre 1960 y 1968 ésta se ve condensada en “Relieves”, obras surgidas de la superposición de formas planas. Otras series de importancia durante estos años es la de “Estructuras permutacionales”, obras en metacrilato y aluminio que integran la luz en la experiencia artística. 

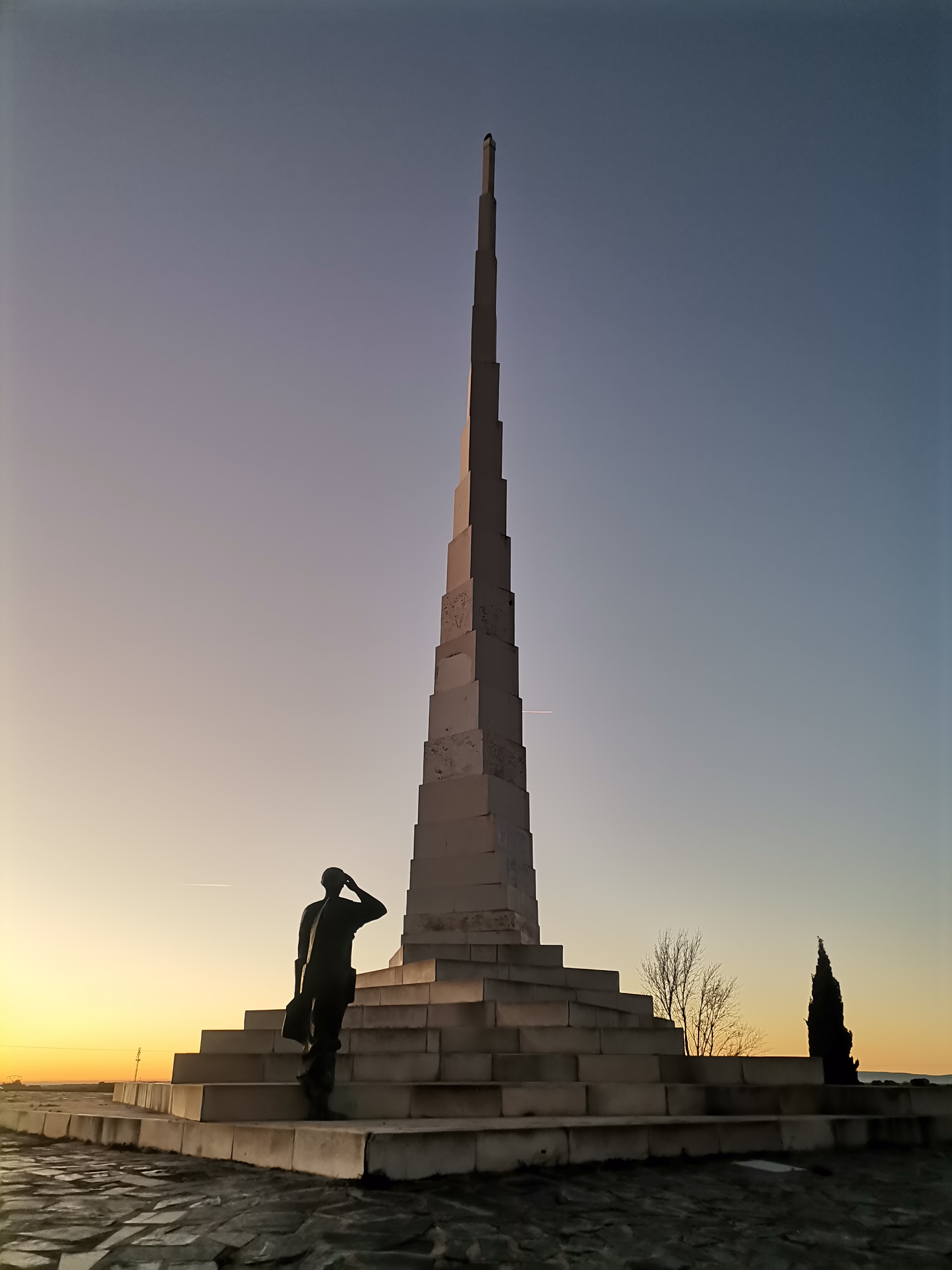
Escultura "Aguja Serial", situada en el cruce N-320 con carretera de Peñalver, de 23 m de altura

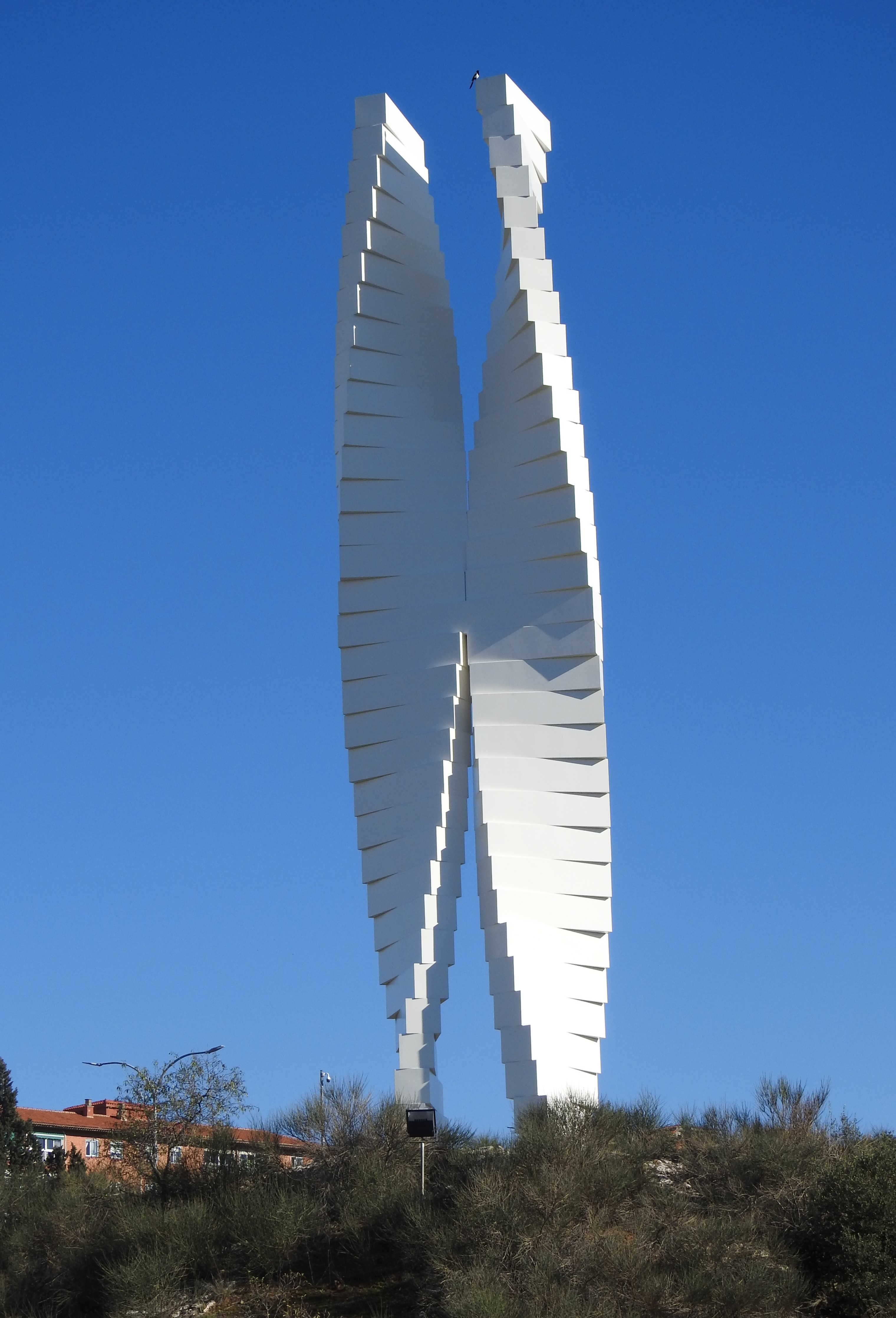
Escultura "El Abrazo", situada en la N-II, frente a Guadalcarria, Guadalajara, de cerca de 20 m de altura

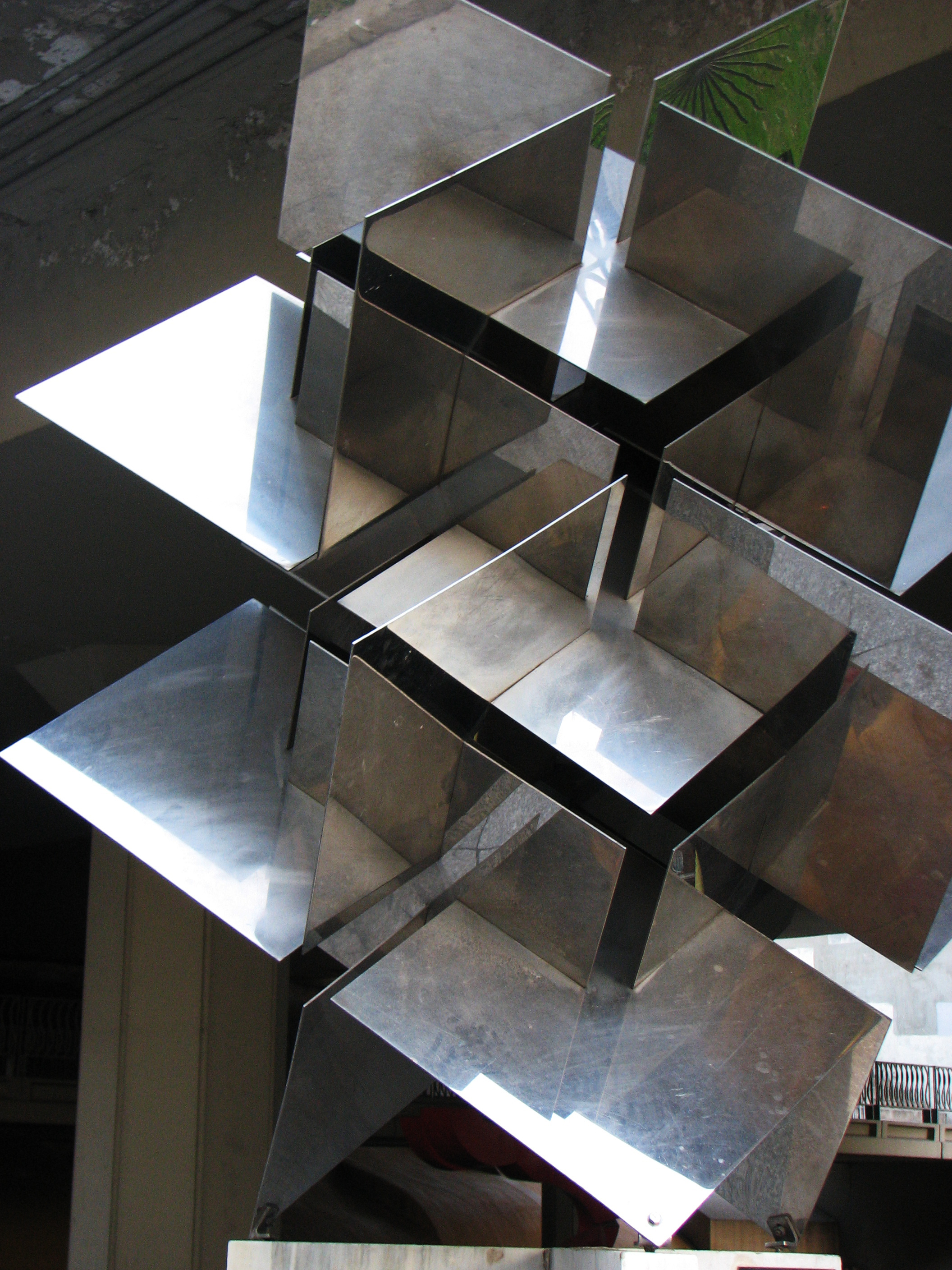
Estructura permutacional, en el Museo Arte Público de Madrid.

Durante los años 70 continúa investigando sobre el uso del movimiento en sus obras; esto quedará reflejado en series como la de “Libres dans al vent”, esferas unidas por una estructura metálica que ejecutan movimientos aleatorios. Durante los 80 proyectará esculturas de metacrilato con células fotoeléctricas incorporadas que generan un movimiento giratorio. El empleo de la luz también será una constante, no sólo en trasparencias y reflexiones, sino también en el uso de rayos de luz que generen estructuras lumínicas. Al respecto, trabajó en un proyecto para crear una pirámide luminosa sobre el gran conjunto de la Biblioteca Nacional de Francia.
Otra parte de su trabajo se basa en las obras en relieve, compuestas de formas geométricas planas de metacrilato o papel, denominadas “Blanco sobre blanco”. Algunas obras tienen una dimensión arquitectónica que modifica el entorno y se presentan, por tanto, como susceptibles de modificar el carácter humano mediante la experiencia artística.  Algunas de estas obras son las de Sarcelles y Grenoble (Francia), un gran Móvil en Santa Cruz de Tenerife de la I Exposición Internacional de Escultura en la Calle, Madrid, Guadalajara o el Palacio de Congresos de París. Sobrino también trabajó la técnica del vitral (vidrieras).
Su trabajo es objeto de numerosas exposiciones individuales. Su obra se se integró, junto con la de otros destacados artistas, en la Tate Gallery, el Centro Pompidou de París, el Museo de Tel Aviv o el Museo de Escultura al Aire Libre de la Castellana.
El 12 de diciembre de 2008 el ayuntamiento de Guadalajara firma un acuerdo con el artista para crear un museo que lleve su nombre en el antiguo matadero de la ciudad. Poco menos de un año después del fallecimiento del artista, se inauguró el museo el 30 de marzo de 2015.

## Sobre su obra
La obra de Francisco Sobrino es tan amplia, que se distribuye en cientos de exposiciones, además de haber sido expuesta en lugares públicos del mundo entero, especialmente en París y Nueva York, y que le consagran como uno de los creadores y escultores más originales del siglo XX.
El historiador y crítico de arte, Frank Popper, comenta: 

Es reconfortante constatar la coherencia y la vitalidad de esta investigación plástica, firmemente anclada en una nueva tradición resultante de una revolución artística, pero cuyas consecuencias están ampliamente abiertas a nuevas exploraciones.

El también historiador del arte, Matthieu Poirier, comentaba en 2007 sobre la obra de Sobrino:  

Desde el punto de vista conceptual, las esculturas de acero pulido de Sobrino también deben verse como espejos. El objeto espejo, si se tiene en cuenta únicamente su materialidad, no es más que una pieza de metal que, sin embargo, contiene potencialmente todo el mundo visible. . […] A la vez simples, prolíficos y esquivos cuando se los observa, estos tótems de la inestabilidad moderna confrontan al espectador en movimiento con un objeto y un fenómeno, devolviendo la plenitud a cada experiencia perceptiva.

## Galería
|                                                       |
| Pie de la escultura "El Abrazo", de Francisco Sobrino |

|                                                    |
| Escultura "El Abrazo", a la entrada de Guadalajara |

|                       |
| Escultura "El Abrazo" |

|                          |
| Escultura "Aguja Serial" |

|                                             |
| Escultura "Aguja Serial", vista en el ocaso |

|                                                                       |
| Escultura en bronce de figura que contempla la aledaña "Aguja Serial" |

|                                                       |
| La Aguja Serial en el cruce N-320, carretera Peñalver |

|                                                |
| Detalle del pie de la escultura "Aguja Serial" |

- Datos: Q325217
- Multimedia: Francisco Sobrino / Q325217